# Virgilia divaricata
Virgilia divaricata är en ärtväxtart som beskrevs av Robert Stephen Adamson. Virgilia divaricata ingår i släktet Virgilia och familjen ärtväxter. Inga underarter finns listade i Catalogue of Life.